# Alceda

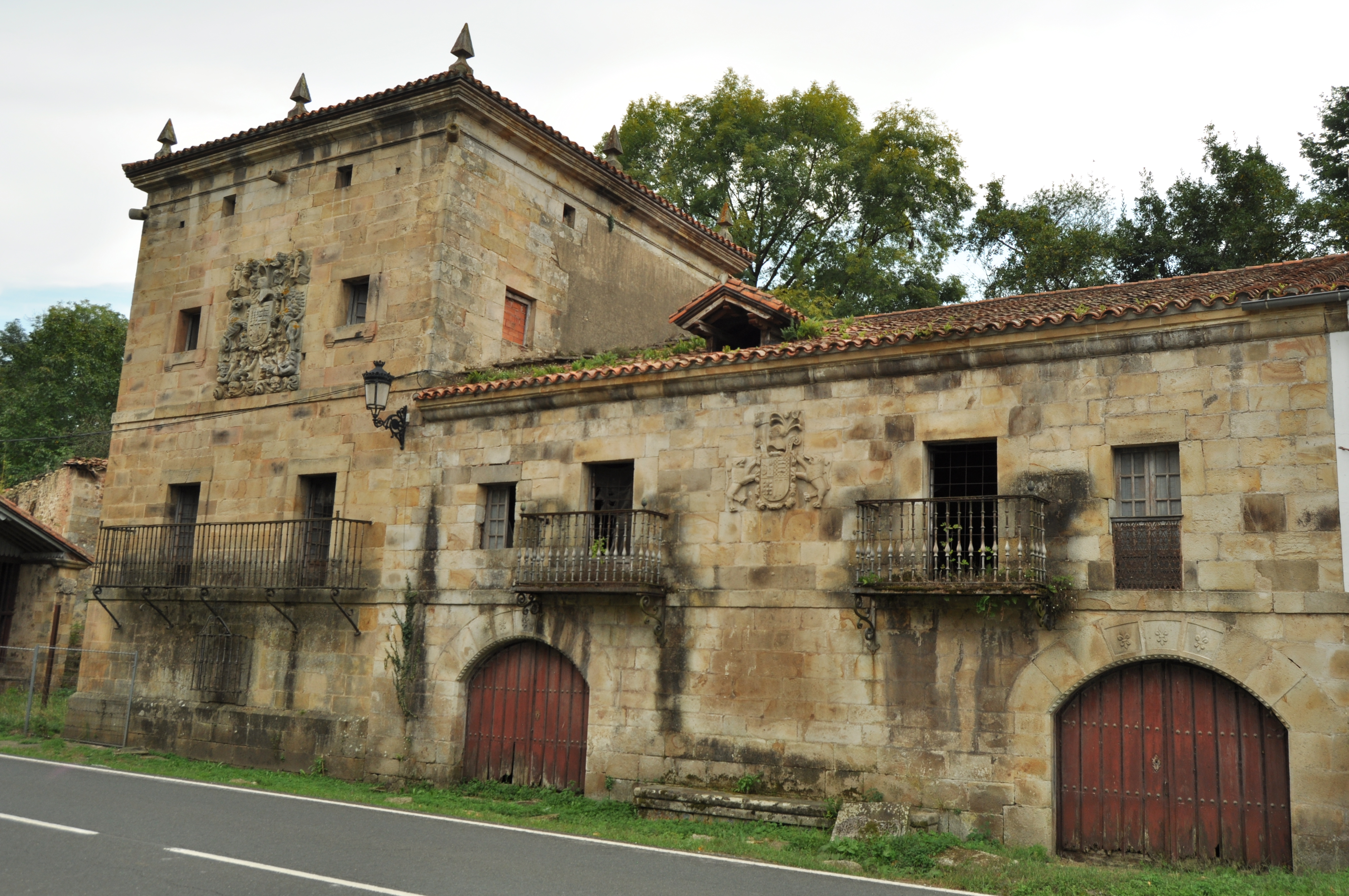
Casa palacio de Bustamante-Rueda en Alceda.

Alceda es una localidad del municipio de Corvera de Toranzo (Cantabria, España). Está situado a unos 200 m s. n. m., tiene su monte más alto en el monte Cildá a 1065 m s. n. m., donde se halla una calzada romana que comunicaba con Reinosa. Su población en 2016 era de 302 habitantes (Instituto Nacional de Estadística). Se encuentra situado dentro del valle de Toranzo, en la margen izquierda del río Pas, en la vertiente oriental del monte Pombo.

## Historia
Siglo XVIII
En el Catastro de la Ensenada, Alceda aparece referenciado como lugar, perteneciente como señorío al marqués de Aguilar, al cual le contribuyen con 5 reales de vellón anuales. Las tierras del término de Alceda se encontraban sujetas al diezmo, correspondiendo la tercera parte del mismo a la dignidad arzobispal y los dos tercios restantes al cabildo de la colegiata de Santillana.
Dentro del término de Alceda se cultivaba trigo y maíz; ambos con una producción de 4 celemines castellanos el carro de tierra de primera calidad, y 3 el de segunda y 2 el de tercera. Se encontraban además 8 molinos harineros  y varios colmenares. Protagonizando la actividad económica, aparece la ganadería, la cual cuenta para las fechas del catastro con 390 cabezas entre carneros, cabras, machos cabríos, ovejas y corderos; 111 vacas, 46 novillas y novillos de dos años, 17 de tres años y 4 de cuatro años; 30 cerdas para cría y 40 yuntas de bueyes destinados a la labranza. 
La población de Alceda es cifrada en 61 vecinos, 15 viudas y un huérfano; y entre ellos 8 pobres de solemnidad mendicantes. En total se suman 90 casas habitables y 5 que no lo son, además de una taberna y mesón, el primero propiedad del concejo y el segundo de Juan Antonio Bustamante y arrendado por José de Ceballos. También en Alceda se encontraban tres tiendas de especias.

Siglo XIX
Según queda recogido en el Diccionario de Madoz, Alceda se enmarca a mediados del siglo XIX en la provincia y diócesis de Santander; judicialmente, en el partido de Villacarriedo y la audiencia territorial de Burgos, y a nivel municipal dentro del ayuntamiento de Corvera de Toranzo.
Se reconocen tres barrios que componen Alceda: el principal del mismo nombre, el barrio del Tojo y el de Bustanuño. Entre los tres se suman 70 casas, 40 en el barrio de Alceda, 29 en el del Tojo y 1 en el de Bustonuño. Por todo ello, Alceda en su conjunto contaba según el Diccionario de Madoz con 56 vecinos y 274 almas. De todas las casas destaca una casa de piedra de riza de tres cuerpos y de buena distribución interior, fechada su construcción en 1833 y ubicada a los pies del Camino Real; otra casa, de la misma factura, que posee en su fachada dos arcos divididos por una columna, la cual se encuentra en mal estado. El barrio de Alceda es cruzado por el denominado Camino Real del Escudo, descrito como de gran tránsito para la comunicación entre Burgos y Santander. 
La producción agrícola de Alceda tiene como protagonistas productos como el maíz, trigo y, en menor medida, alubias, patatas, nueces, castañas, hierba y lino. En lo que a animales domésticos se refiere, destaca la cría de ganado vacuno y lanar, seguido de cabrío y caballar. Se frecuenta la caza de corzos, liebres y perdices.

## Patrimonio

### Patrimonio histórico y artístico
Alceda fue declarado Bien de interés cultural, en la categoría de Conjunto Histórico-Artístico en 1985. La razón de este nombramiento se encuentra en la concentración dentro del casco urbano, entre otras cosas, de toda una serie de casonas con blasón que datan de los siglos XVI, XVII y XVIII, en la vereda de lo que fue el Camino Real, actual N-623. Estas casonas, con personalidad arquitectónica propia son el Palacio de Mercadal, la Casona-Torre Ruiz Bustamante, la de Mora, la de Bustamante Rueda y el Palacio de los Ceballos.
- Palacio de Bustamante Rueda: Fue construida entre los siglos XVI y XVII, por lo que presenta elementos que son propios desde el renacimiento hasta el barroco. Posee muros de sillería y se divide en una torre, un espacio de vivienda propiamente dicho y, a mayores, en una capilla y una construcción auxiliar con funciones de pajar o cuadra. Presenta un buen estado de conservación pese a que los años que hace que se encuentra en abandono hallan causado alguna mella importante. La torre es de cuatro plantas, de la que destaca el blasón que presenta en su lado este. Bajo esta misma orientación se encuentran los también llamativos balcones de la segunda altura de la fachada principal. La capilla se construyó en el siglo XVIII, es de pequeño tamaño y con un tejado a dos aguas rematado por una pequeña espadaña. Sus muros son, igualmente, de sillería y su estructura interna de madera.
- Palacio de Mercadal: Fue construido en 1737, obra del arquitecto José de Casuso. Se encuentra perimetrado el edificio residencial, de planta cuadrada, junto a otros auxiliares, como por ejemplo una capilla, por un alto muro que custodia el jardín. En este muro se abre una reseñable y monumental portalada barroca para dar entrada al complejo. Destaca además también por uno de sus miradores cerrados, ubicado en la fachada oeste, sustentado por cuatro pilares y coronado por cuatro bolas y un pináculo.

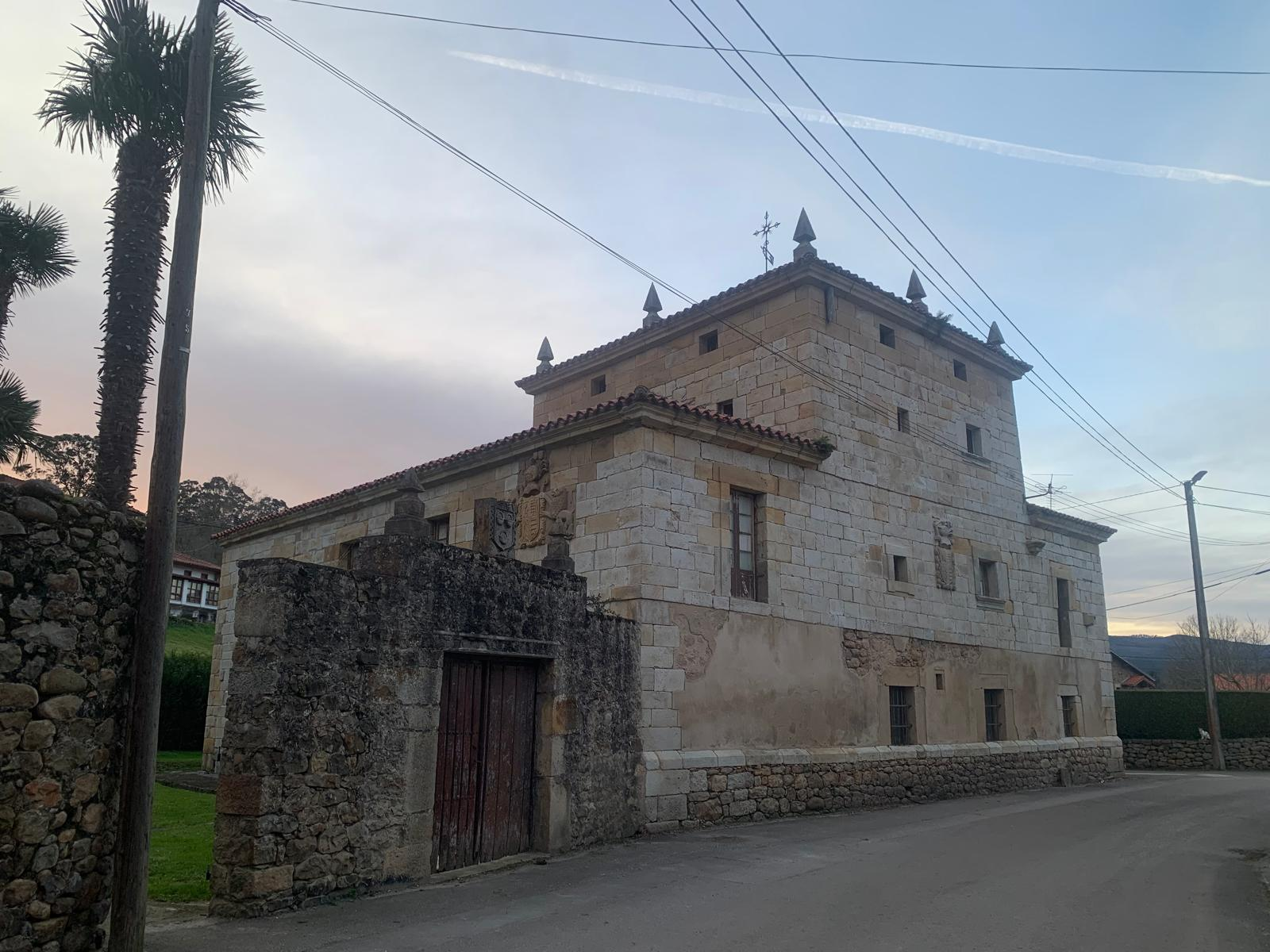
Casona-Torre de Ruiz Bustamante.

- Casona-Torre de Ruiz Bustamante.Casona-Torre de Ruiz Bustamante: Se construyó durante el siglo XVII a base de muros de sillería y mampostería. Destaca por un soportal de tres arcos de medio punto con orientación sur, así como por la torre, de tres plantas, rematada por pináculos, que sobresale del cuerpo principal de dos alturas. Es en esta torre, en su cara este, donde se encuentra el blasón.
- Casona de Mora: Construida durante el siglo XVII, perteneció a don Juan de Mora y Villegas. Se trata de una casona de planta cuadrangular, de dos alturas y con cubierta a dos aguas y muros de mampostería, a excepción de la fachada principal, en la cual se encuentra un profundo soportal constituido por dos arcos de medio punto. Sobre estos arcos, se encuentra un gran blasón.
- Casona-Torre de Ceballos: Tiene su origen en el siglo XVII. En el entorno de la casona y la torre, de funcionalidad residencial, destaca el jardín y la portada de corte clásico que abre el muro de mampostería que rodea al conjunto, del que destacan su blasón, frontón y arquivoltas. En la vivienda destaca un soportal sustentado por columnas en orden dórico y las cornisas de madera moldurada previas a la cubierta. La torre, adjuntada a la casona, es de cuatro alturas y se remata siguiendo el estilo de las anteriores con una serie de pináculos. [4]

Estos elementos arquitectónicos se entremezclan con un casco urbano bien conservado entre los que destacan las construcciones civiles, desde viviendas tradicionales, casas indianas o lavaderos y molinos, hasta la antigua escuela. Igualmente integrada en el conjunto se encuentra la iglesia de San Pedro.

### Patrimonio cultural
Alceda es una localidad reconocida entre otras cosas por sus productos gastronómicos estrella, la quesada y el sobao pasiego, el cual cuenta con la distinción de producto IGP (Indicación Geográfica Protegida), destacando así su carácter de producto artesano de calidad y vinculado a su territorio original. Estos productos pueden encontrarse en algunos negocios tradicionales de la localidad como son Luca, Casa Olmo y Rosi.

### Patrimonio natural
Alceda cuenta con un parque de grandísimas dimensiones para su población y tamaño. Se trata del Parque de Alceda, diseñado a principios del siglo XX por la familia Cortnes y el floricultor Escalante. Alcanza las 7 hectáreas de superficie, con un total de 1.000 árboles. Las especies contenidas son variadas, entre las que destacan los tilos, cedros libaneses, palmeras canarias, árboles mamut, abetos rojos, hayas, encinas, pinsapos, magnolias, castaños y robles americanos. 
Al este del Parque de Alceda, y en plena integridad con él, se asienta el Balneario de Alceda, el cual se aprovecha de un manantial de aguas termales con amplias propiedades medicinales. Esto, unido al entorno que crea con el Parque de Alceda, lo ha convertido en un lugar frecuentado por aquellos que buscan remedios para afecciones musculares, dermatológicas y respiratorias, ya desde mediados del siglo XIX.  
Guardando a ambos, por la vertiente este del Parque de Alceda discurre el río Pas, cuyo cauce es considerado LIC (Lugar de Interés Comunitario), además de estar incluido en la Red de Espacios Naturales Protegidos de Cantabria. 
En el monte tiene un barrio de unos 25 habitantes llamado Sel del Tojo.

## Fiestas
- San Roque (sobre la última semana de mayo) que se celebra en la parada.
- San Pedro (29 de junio) que se celebra en el parque de Alceda
- Santa Lucía (13 de diciembre) plaza de la iglesia de Alceda.

## Personas destacadas
- José Manuel Abascal Gómez: Atleta español, especialista en medio fondo.
- Miguel Ángel García Guinea: Fue investigador y académico de la Institución Tello Téllez de Meneses.
- Agustín Riancho: Pintor natural de Entrambasmestas. El colegio público lleva su nombre.